# Třesovice
Třesovice (deutsch Tresowitz) ist eine Gemeinde in Tschechien. Sie liegt fünf Kilometer nordöstlich von Nechanice und gehört zum Okres Hradec Králové.

## Geographie
Třesovice befindet sich linksseitig der Bystřice auf der Ostböhmischen Tafel. Nordöstlich erheben sich die Hügel Svíb (330 m) und Chlum (337 m).
Nachbarorte sind Mokrovousy und Dohaličky im Norden, Horní Dohalice, Lípa und Chlum im Nordosten, Dlouhé Dvory und Střezetice im Osten, Probluz und Dolní Přím im Südosten, Popovice im Süden, Sobětuš und Tůně im Südwesten, Suchá im Westen sowie Janov und Zavadilka im Nordwesten.

## Geschichte
Třesovice wurde zwischen dem 11. und 12. Jahrhundert angelegt. Die erste urkundliche Erwähnung des Dorfes erfolgte im Jahre 1412 als Besitz des Minoritenklosters St. Georg in der Prager Vorstadt von Königingrätz. Während der Hussitenkriege erlosch das Kloster und Třesovice gelangte 1437 an Diviš Bořek z Miletínka. Nachfolgend gehörte das Dorf u. a. den Adelsgeschlechtern von Kolowrat, Bořka von Dohalice, Radovský und Záruba von Hustířan. Nach dem Dreißigjährigen Krieg lag das halbe Dorf wüst. Die berní rula weist für Třesovice neun Beisassenstellen aus, während genau so viele wüst lagen. Zwischen 1707 und 1788 besaßen die Grafen Schaffgotsch die Güter. 1829 erwarben die Grafen Harrach, welche zu dieser Zeit den größten Grundbesitz in der Gegend hielten, auch Třesovice und schlossen das Dorf an die Herrschaft Sadová an.

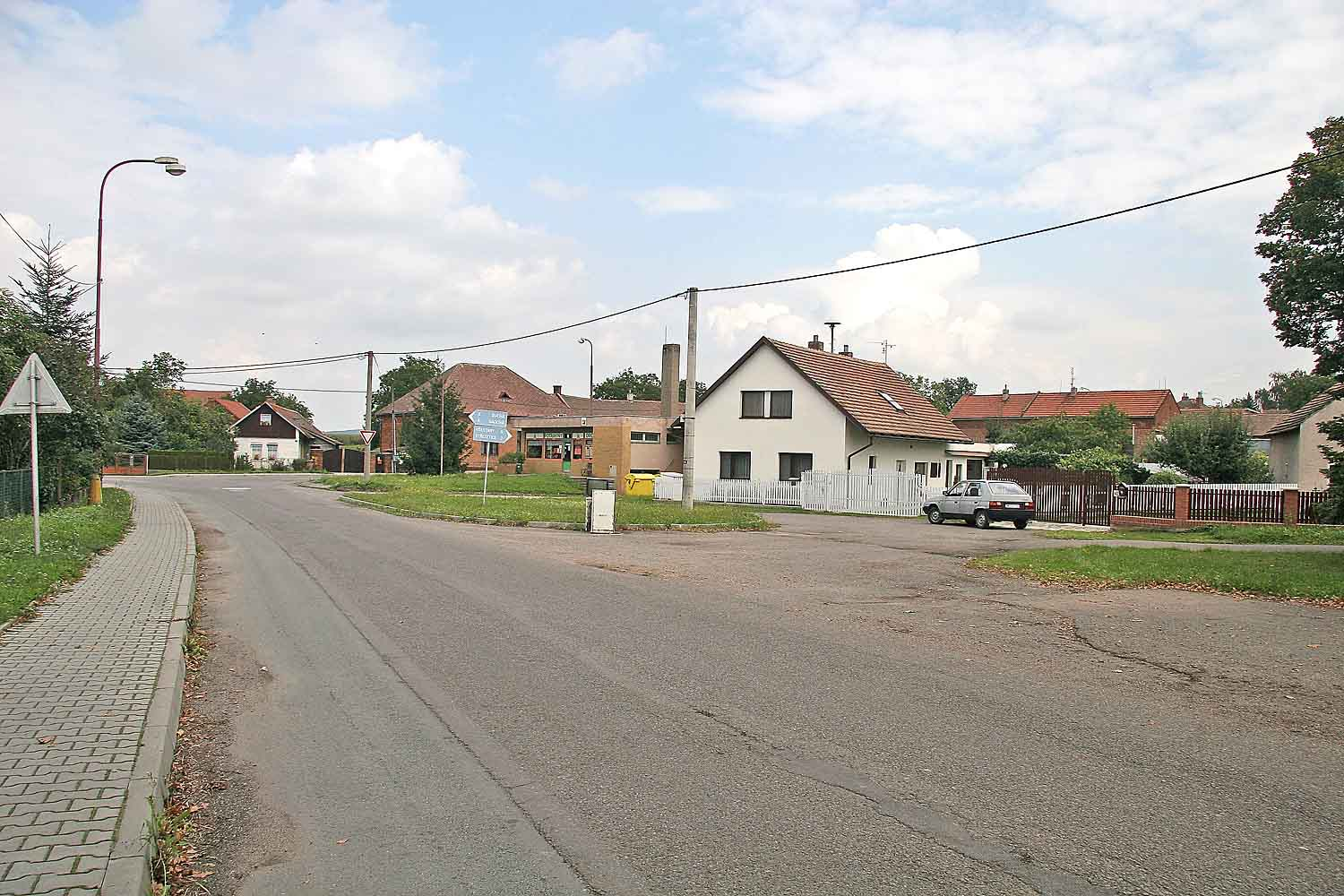
Anger in Třesovice

Nach der Aufhebung der Patrimonialherrschaften bildete Třesovice ab 1850 eine Gemeinde im Bezirk Königgrätz. Am 3. Juli 1866 trafen während des Deutschen Krieges in der Gegend in der Schlacht bei Königgrätz die verfeindeten preußischen und österreichischen Truppen aufeinander. Zwischen 1880 und 1885 wanderten 108 Einwohner nach Russland aus. Ab 1894 bestand im Dorf eine zweiklassige Schule. Im Jahre 1900 hatte das Dorf 478 Einwohner. 1949 wurde die Gemeinde dem Okres Hradec Králové-okolí zugeordnet und kam nach dessen Auflösung am 1. Januar 1961 zum Okres Hradec Králové. Seit 2002 gehört Popovice, das zuvor nach Nechanice eingemeindet war, als Ortsteil dazu. In Třesovice befindet sich ein Depot der staatlichen Bezirksarchivs Hradec Králové.

## Gemeindegliederung
Die Gemeinde Třesovice besteht aus den Ortsteilen Popovice (Popowitz) und Třesovice (Tresowitz).

## Sehenswürdigkeiten
- barocke Statue der Madonna mit dem Christkind, errichtet 1830
- zwei Gedenksteine für die Schlacht bei Königgrätz
- Denkmal für Gefallene des Ersten Weltkriegs
- Sommereiche; der 300 Jahre alte Baum hat eine Höhe von 22 m und einen Stammumfang von 4,10 m. Seit 1983 ist er ein Baumdenkmal.